# Gat
O Gat (갓) é um tipo de chapéu coreano usado pelos homens na Dinastia Joseon, feito com a crina do cavalo e bambu. Possui uma tonalidade escura e uma certa transparência na parte de cima.
Ele possui uma parte de cima cilidrinca, com bordas largas que, segundo a tradição popular, eram uma maneira de evitar ser incomodado por outras pessoas e manter os conspiradores da época bem afastados, uma vez que esses não conseguiam sussurrar os seus segredos.